# チヴィテッラ・ディ・ロマーニャ
チヴィテッラ・ディ・ロマーニャ（伊: Civitella di Romagna）は、イタリア共和国エミリア＝ロマーニャ州フォルリ＝チェゼーナ県にある、人口約3,600人の基礎自治体（コムーネ）。

## 地理

### 位置・広がり

#### 隣接コムーネ
隣接するコムーネは以下の通り。
- チェゼーナ
- ガレアータ
- メルドラ
- プレダッピオ
- サンタ・ソフィーア
- サルシナ

### 気候分類・地震分類
チヴィテッラ・ディ・ロマーニャにおけるイタリアの気候分類 (it) および度日は、zona E, 2424 GGである。
また、イタリアの地震リスク階級 (it) では、zona 2 (sismicità media) に分類される。

## 行政

### 分離集落
チヴィテッラ・ディ・ロマーニャには、以下の分離集落（フラツィオーネ）がある。
- Castagnolo, Cigno, Civorio, Collina, Cusercoli, Giaggiolo, Nespoli, Petrella, San Paolo, Seggio, Seguno, Voltre